# Micrargeria filiformis
Micrargeria filiformis är en snyltrotsväxtart som först beskrevs av Julius Heinrich Karl Schumann och Thonn., och fick sitt nu gällande namn av Hutchinson och Dalziel. Micrargeria filiformis ingår i släktet Micrargeria och familjen snyltrotsväxter. Inga underarter finns listade i Catalogue of Life.